# Château de la famille d'Eptingen
Le château de la famille d'Eptingen est un monument historique situé à Hagenthal-le-Bas, dans le département français du Haut-Rhin.

## Localisation
Ce bâtiment est situé au 2, rue de Bettlach à Hagenthal-le-Bas.

## Historique
L'édifice fait l'objet d'une inscription au titre des monuments historiques depuis 2010.